# Josiane Chanel
Josiane Chanel fue una activista feminista francesa. Fue una de las tres fundadoras del MLF, según Antoinette Fouque,  Amiga intima de Antoinette Fouqué, viivieron juntas en el apartamento situado en la calle des Canettes un lugar de acogida para el movimiento naciente.

## Trayectoria
Josiane Chanel ha sido reconocida por su papel como una de las fundadoras del Movimiento de Liberación de las Mujeres (MLF) en Francia durante los años 70. Para dar vida al movimiento trabajó codo a codo para dar vida a este pionero colectivo junto a su amiga cercana Antoinette Fouque. Se unió al feminismo poniendo su propio apartamento en la Rue des Canettes, en París, como sede informal del MLF. Su implicación fue decisiva en la organización de acciones callejeras y asambleas iniciales, cuando el movimiento apenas comenzaba.Entre 1970 y 1971 junto con Fouque y Gisele Halimi participó activamente en la gestación del MLF. Tanto en logística como en la difusión de ideas feministas en un contexto dominado por el patriarcado. El MLF impulsó demandas fundamentales para la legalización del aborto, Ley Veil de 1975, y la igualdad laboral sentando las bases del feminismo francés contemporáneo.
En la plataforma Persee se conserva el corpus de Le Torchon brule, el primer periódico colectivo del MLF, donde se incluyen dos publicaciones atribuidas a Josiane Chanel en 1972 La guerrilla y Hymne. 